# Nova Palma
Nova Palma este un oraș în Rio Grande do Sul (RS), Brazilia.